# Girolamo Lambardi
Girolamo Lambardi fou un músic i sacerdot venecià de principis del segle xvii.
Fou canonge regular del monestir de l'Esperit Sant de Venècia, i deixà les composicions següents: Psalmodia vespertina a vuit veus (Venècia, 1604), Salmi vespertini (Venècia, 1613), i Vespertine omn. solemn. psalmodia sex vocibus (Venècia, 1613).